# Серони (Салерно)
Серони је насеље у Италији у округу Салерно, региону Кампанија.
Према процени из 2011. у насељу је живело 121 становника. Насеље се налази на надморској висини од 434 м.